# 500-Meilen-Rennen von Road America 1981

Streckenskizze von Road America

Das 500-Meilen-Rennen von Road America 1981, auch Pabst 500 (Camel GT), Road America, Elkhart Lake, fand am 23. August auf der Rennstrecke von  Road America statt und war der 14. Wertungslauf der Sportwagen-Weltmeisterschaft sowie der 18. der IMSA-GTP-Serie dieses Jahres.

## Das Rennen
Das 500-Meilen-Rennen von Road America zählte 1981 zur Fahrerwertung der Sportwagen-Weltmeisterschaft. Wie das 6-Stunden-Rennen von Mosport eine Woche davor, endete die Rennveranstaltung mit dem Gesamtsieg von Rolf Stommelen und Harald Grohs auf einem Porsche 935M16. Zweite wurden Brian Redman und Sam Posey, die einen Lola T600 fuhren.

## Ergebnisse

### Schlussklassement
| 1               | GTX | 3   | Anidal Meister Racing              | Rolf Stommelen Harald Grohs                   | Porsche 935M16          | 125 |
| 2               | GTX | 7   | Cooke Woods Racing                 | Brian Redman Sam Posey                        | Lola T600               | 125 |
| 3               | GTX | 19  | Chris Cord Racing                  | Chris Cord Jim Adams                          | Lola T600               | 121 |
| 4               | GTX | 9   | Garretson Racing Style Auto Racing | Tom Gloy Bob Garretson                        | Porsche 935K3           | 119 |
| 5               | GTX | 30  | Momo Penthouse                     | Giampiero Moretti Bobby Rahal                 | Porsche 935/78-81       | 118 |
| 6               | GTX | 1   | Fitzpatrick Racing                 | John Fitzpatrick Jim Busby                    | Porsche 935K3-80        | 118 |
| 7               | GTX | 0   | Interscope Racing                  | Ted Field Bill Whittington                    | Porsche 935K3-80        | 111 |
| 8               | GTU | 92  | Kent Racing                        | Walt Bohren Lee Mueller                       | Mazda RX-7              | 111 |
| 9               | GTO | 11  | Kendall Racing Enterprises         | Dennis Aase Chuck Kendall Pete Smith          | BMW M1                  | 110 |
| 10              | GTU | 85  | Columbus Datsun Logan Blackburn    | Logan Blackburn David Frellsen                | Datsun 280ZX            | 109 |
| 11              | GTU | 22  | Personalized Autohaus              | Wayne Baker Robert Overby                     | Porsche 914/6           | 106 |
| 12              | GTU | 71  | Morgan Performance Group           | Charles Morgan Jim Miller                     | Datsun 280ZX            | 105 |
| 13              | GTU | 55  | Mandeville Racing Enterprises      | Roger Mandeville Amos Johnson                 | Mazda RX-7              | 104 |
| 14              | GTU | 15  | George Follmer                     | Mike Follmer Rameau Johnson George Follmer    | Toyota Celica           | 103 |
| 15              | GTO | 26  | Roe Selby Racing                   | Tim Shelby Earl Roe                           | Porsche 911 Carrera     | 103 |
| 16              | GTX | 44  | Stratagraph                        | Billy Hagan Bob Mitchell                      | Chevrolet Camaro        | 102 |
| 17              | GTO | 41  | Corvettes Unlimited                | Rusty Schmidt Scott Schmidt                   | Chevrolet Corvette      | 100 |
| 18              | GTU | 12  | Corp Racing Ltd.                   | Douglas Grunnet Jim Burt                      | Mazda RX-7              | 99  |
| 19              | GTU | 78  | American Revolution                | Bruce Nesbitt Glen Johnson                    | Mazda RX-2              | 98  |
| 20              | GTU | 50  | Downing Atlanta                    | Jim Downing Irv Hoerr                         | Mazda RX-7              | 95  |
| 21              | GTO | 54  | Montura Racing                     | Tony Garcia Albert Naon Hiram Cruz            | BMW M1                  | 95  |
| 22              | GTU | 23  | Raytown Datsun                     | Frank Carney Dick Davenport                   | Datsun 280ZX            | 93  |
| 23              | GTU | 13  | Anatoly Arutunoff                  | Anatoly Arutunoff José Marina                 | Lancia Stratos HF       | 88  |
| 24              | GTX | 46  | De Narvaez Enterprises             | Derek Bell Mauricio de Narváez                | Porsche 935J            | 85  |
| 25              | GTO | 75  | Dale Kreider Racing                | Dale Kreider Bill Nelson                      | Chevrolet Corvette      | 82  |
| 26              | GTX | 84  | Scorpio Racing                     | Karen Erstrad Eduardo Galdamez                | Porsche 935M16          | 66  |
| Ausgefallen     |     |     |                                    |                                               |                         |     |
| 27              | GTX | 18  | JLP Racing                         | John Paul junior John Paul senior             | Porsche 935JLP-3        | 104 |
| 28              | GTO | 79  | Promotion Ltd. Whitehall Capital   | Tom Winters Bob Bergstrom                     | Porsche 924 Carrera GTR | 94  |
| 29              | GTU | 82  | Trinity Racing                     | Jim Cook John Casey                           | Mazda RX-7              | 92  |
| 30              | GTU | 27  | John Morgan                        | John Morgan Charles Moseley                   | Datsun Z                | 74  |
| 31              | GTO | 04  | T & R Racing                       | Rene Rodríguez Ernesto Soto                   | Porsche Carrera RSR     | 71  |
| 32              | GTO | 48  | Dynasales                          | John Carruso Phil Currin                      | Chevrolet Corvette      | 69  |
| 33              | GTX | 5   | Bob Akin Motor Racing              | Skeeter McKitterick Bob Akin                  | Porsche 935K3/80        | 62  |
| 34              | GTO | 25  | Red Lobster Racing                 | Kenper Miller Dave Cowart                     | BMW M1                  | 60  |
| 35              | GTO | 73  | Tracy Wolf                         | Clark Howey Dale Koch                         | Chevrolet Camaro        | 52  |
| 36              | GTX | 09  | Thunderbird Swap Shop              | Danny Sullivan Edgar Dören                    | Porsche 935K3           | 50  |
| 37              | GTO | 83  | Electramotive Inc.                 | Don Devendorf Tony Adamowicz                  | Datsun 280ZX            | 46  |
| 38              | GTO | 03  | Werner Frank                       | Rudy Bartling Werner Frank                    | Porsche 934             | 45  |
| 39              | GTX | 74  | Janis Taylor                       | Del Russo Taylor Janis Taylor                 | Chevron GTP             | 41  |
| 40              | GTO | 67  | Joe Crevier                        | Al Unser junior Joe Crevier                   | BMW M1                  | 40  |
| 41              | GTU | 57  | Personalized Autohaus              | Jeff Scott David Finch                        | Porsche 914/6           | 39  |
| 42              | GTO | 49  | Jim Moyer                          | Jim Moyer Phil Pate                           | Chevrolet Corvette      | 37  |
| 43              | GTX | 17  | Pepe Romero                        | Joe Varde Pepe Romero                         | Porsche 935M16          | 36  |
| 44              | GTU | 16  | George Follmer                     | George Follmer Michael Follmer Rameau Johnson | Toyota Celica           | 25  |
| 45              | GTO | 28  |                                    | Robert Kivela Ray Irwin                       | Chevrolet Corvette      | 24  |
| 46              | GTO | 88  |                                    | Robert Overby Herb Forrest                    | Chevrolet Corvette      | 22  |
| 47              | GTX | 2   | BMW Motorsport                     | David Hobbs Vern Schuppan                     | BMW M-1/C               | 22  |
| 48              | GTO | 60  | Blink & Nod Racing                 | Roger Blink Dan Schott                        | Chevrolet Corvette      | 10  |
| 49              | GTU | 38  | Jack Buchinger                     | Jack Buchinger Michael Guffey                 | Datsun 280ZX            | 9   |
| 50              | GTU | 81  | Dave Horchler Emerald Racing       | Dave Horchler Don Yenko Jerry Thompson        | Chevrolet Corvette      | 1   |
| Nicht gestartet |     |     |                                    |                                               |                         |     |
| 51              | GTX | 00  | Interscope Racing                  | Ted Field Bill Whittington                    | Lola T600               | 1   |
| 52              | GTU | 6   | David Miller                       | David Miller Peter Bollenbach Buzz Fyhrie     | Datsun 240Z             | 2   |
| 53              | GTU | 21  |                                    | Steve Gentile Leo Franchi                     | Datsun B210             | 3   |
| 54              | GTO | 40  | David Deacon                       | David Deacon                                  | BMW M1                  | 4   |
| 55              | GTO | 42  | Cotrone Racing Enterprises         | Joe Cotrone Emory Donaldson                   | Chevrolet Corvette      | 5   |
| 56              | GTX | 86  | Bayside Disposal Racing            | Hurley Haywood Bruce Leven                    | Porsche 935/80          | 6   |
| 57              | GTX | 90  | Paul Canary                        | Paul Canary Richard Valentine                 | McLaren M12 GT          | 7   |
| 58              | GTX | 00T | Interscope Racing                  | Ted Field Bill Whittington                    | Porsche 935K3/80        | 8}  |

1 nur im Training eingesetzt
2 nicht gestartet
3 nicht gestartet
4 nicht gestartet
5 nicht gestartet
6 nicht gestartet
7 nicht gestartet
8 Trainingswagen

### Nur in der Meldeliste
Hier finden sich Teams, Fahrer und Fahrzeuge, die ursprünglich für das Rennen gemeldet waren, aber aus den unterschiedlichsten Gründen daran nicht teilnahmen.
| Pos. | Klasse | Nr. | Team                | Fahrer                 | Chassis                 |
| ---- | ------ | --- | ------------------- | ---------------------- | ----------------------- |
| 59   | GTX    | 8   | JLP Racing          | John Paul              | Lola T600               |
| 60   | GTO    | 10  | Gordon Oftedahl     |                        | Chevrolet Camaro        |
| 61   | GTO    | 28  | NTS Racing          | Fred Stiff Sam Posey   | Datsun 280ZX            |
| 62   | GTX    | 32  | Wolf Engines        | Dan Darnell Tracy Wolf | Chevrolet Monza         |
| 63   | GTO    | 34  | Drolsom Racing      | George Drolsom         | Porsche 924 Carrera GTR |
| 64   | GTU    | 62  | Golden Eagle Racing | Bill Koll Jeff Kline   | Porsche 911S            |

### Klassensieger
| Klasse | Fahrer         | Fahrer        | Fahrer     | Fahrzeug       | Platzierung im Gesamtklassement |
| ------ | -------------- | ------------- | ---------- | -------------- | ------------------------------- |
| GTX    | Rolf Stommelen | Harald Grohs  |            | Porsche 935M16 | Gesamtsieg                      |
| GTO    | Dennis Aase    | Chuck Kendall | Pete Smith | BMW M1         | Rang 9                          |
| GTU    | Walt Bohren    | Lee Mueller   |            | Mazda RX-7     | Rang 8                          |

### Renndaten
- Gemeldet: 64
- Gestartet: 50
- Gewertet: 26
- Rennklassen: 3
- Zuschauer: unbekannt
- Wetter am Renntag: kalt und trocken
- Streckenlänge: 6,437 km
- Fahrzeit des Siegerteams: 4:44:35,380 Stunden
- Gesamtrunden des Siegerteams: 125
- Gesamtdistanz des Siegerteams: 804,672 km
- Siegerschnitt: 169,649 km/h
- Pole Position: John Paul junior – Porsche 936JLP-3 (#18) – 2.08.578
- Schnellste Rennrunde: John Paul Junior – Porsche 935JLP-3 (#18) - 2.10.250 - 177,924 km/h
- Rennserie: 14. Lauf zur Sportwagen-Weltmeisterschaft 1981
- Rennserie: 18. Lauf zur IMSA-GTP-Serie 1981